# 太蓬乡
太蓬乡，是中华人民共和国四川省南充市营山县下辖的一个乡镇级行政单位。2019年10月，撤销三元乡，将其所属行政区域划归太蓬乡管辖。

## 行政区划
太蓬乡下辖以下地区：
老君村、兴福村、炉山村、仙洞村、轿顶村、天梯村、红花村、石笋村、长渠村、香山村和长凤村，国林村、双山村、太蓬村、白杨村、响水村、团包村、鲤鱼村、丛树村、大营村、西门村和蓬溪村。